# Alan Kelly (arbitre)
Pour les articles homonymes, voir Alan Kelly (homonymie) et Kelly.
Ne pas confondre avec le joueur de football Alan Kelly Jr.
Alan Kelly  est un arbitre irlandais de football né le 9 avril 1975 à Cork. Après avoir officié en Irlande et pour la FIFA jusqu'en 2013, il rejoint la Major League Soccer.

## Carrière
Il officie lors de la finale de la Coupe d'Irlande de football 2009.

## Récompenses
- Arbitre de l'année 2006, 2007, 2008, 2009 et 2010 en Irlande
- Arbitre MLS de l'année 2015[1], 2016[2] et 2018[3].